# Helle Thorning-Schmidt
Helle Thorning-Schmidt [ˈhɛlə ˈtoɐ̯neŋ ˈsmed], född 14 december 1966 i Rødovre, är en dansk politiker. Hon var Danmarks statsminister från den 3 oktober 2011 till 28 juni 2015 och partiledare för Socialdemokraterne från 2005 till 2015.  Hon var den första kvinnan på bägge positionerna.
Thorning-Schmidt var ledamot i Europaparlamentet 1994–2004 och valdes in i Folketinget år 2005. Hon valdes till partiledare för Socialdemokraterne och efterträdde den 12 april 2005 Mogens Lykketoft. Därefter ledde hon sitt parti genom folketingsvalet 2007, vilket vanns av den sittande regeringen under statsminister Anders Fogh Rasmussen, och sedan genom folketingsvalet 2011 efter vilket hon kunde bilda regering. Thorning-Schmidt har studerat statsvetenskap vid Köpenhamns universitet och vid College of Europe.

## Biografi
Thorning-Schmidt föddes i Rødovre som dotter till Holger Thorning-Schmidt och hans fru Grete. Båda hennes föräldrar var politiskt konservativa, och hon växte upp i förorten Ishøj strax utanför Köpenhamn. 1985 tog hon studenten från Ishøjs gymnasium. Hennes föräldrar skildes när hon var tio år.[källa behövs]
Thorning-Schmidt studerade statsvetenskap vid Köpenhamns universitet, vilket resulterade i en kandidatexamen 1994. Hon har studerat på College of Europe i  Brygge under åren 1992-1993, där hon avlade en magisterexamen i ämnen specialiserade på politik och offentlig förvaltning. Förutom danska talar hon både engelska och franska flytande.
Hon gifte sig 1996 med Stephen Kinnock, och blev därigenom svärdotter till den brittiska politikern Neil Kinnock (tidigare ledare för Labour Party). Hon träffade sin man samtidigt som hon studerade på College of Europe där även han studerade. Tillsammans har de två döttrar, Johanna och Camilla. Familjen bor i Köpenhamn, dock bor hennes man för tillfället[när?] i Schweiz där han arbetar för World Economic Forum.
Thorning-Schmidt gick med i Socialdemokraterne 1993.

## Karriär

### Tidigare karriär
Från 1994 till 1997 ledde Thorning-Schmidt sekretariatet för den danska delegationen för Socialdemokraterne i Europaparlamentet. Efter tre år i Bryssel arbetade hon som internationell konsult åt det danska LO.

### Ledamot av Europaparlamentet
År 1999 blev hon invald i Europaparlamentet som socialdemokratisk ledamot, ingående i Europeiska socialdemokraterna. Under hennes fem år i parlamentet tillhörde hon utskottet för arbetsmarknaden och sociala frågor. Hon var med och grundade kampanjen som ville reformera parlamentet.

### Ledamot av Folketinget
Hon blev invald som ledamot i Folketinget vid Folketingsvalet i Danmark 2005.

#### Partiledare
Efter att Socialdemokraterne misslyckades med att återvinna makten i valet 2005 meddelade partiledaren Mogens Lykketoft sin avgång. Thorning-Schmidt offentliggjorde sin kandidatur till posten, och den 12 april 2005 valdes hon till ny partiledare efter att ha vunnit en medlemsomröstning mot Frank Jensen. Thorning-Schmidt fick 53 procent av rösterna. Hon var den första kvinnliga partiledaren för de danska socialdemokraterna. Hon ledde partiet genom valet 2007 där partiet återigen förlorade, vilket skickade partiet in i en tredje oppositionsperiod. Även om partiets väljarstöd minskade något ifrågasattes inte hennes ledarskap.
Partiet hade efter valet 2007 en kraftig uppförsbacke där oppositionen låg långt efter regeringen i väljarundersökningar, och inte förrän i januari 2011 ledde oppositionen i undersökningarna.
Inför folketingsvalet i Danmark 2011 meddelade både Radikale Venstre och Socialistisk Folkeparti att de var villiga att bilda regering med Socialdemokraterne om möjligheten fanns. När rösterna i valet sedan räknats visade det sig att opposition med stöd av Enhedslisten besegrat den sittande regeringen och kunde bilda regering med Thorning-Schmidt som statsminister.

## Statsminister
Helle Thorning-Schmidt tillträdde som statsminister och presenterade sin regering den 3 oktober 2011. Hon var Danmarks första kvinnliga statsminister.
Thorning-Schmidt stod för en centristisk agenda och sökte brett stöd, bland annat från det stora oppositionspartiet Venstre, för flera av regeringens reformer. Därigenom kunde hon begränsa inflytandet för det vänsterradikala stödpartiet Enhedslisten.
Thorning-Schmidt presiderade över slutförandet av NATO:s militära insats i Libyen år 2011, där Danmark blev en avgörande medspelare.
Under det första året i regeringsställning har hennes regering lättat upp den mer strikta lagstiftning kring invandring som antogs av den förra regeringen, och genomfört en skattereform med stöd från den liberala och konservativa oppositionen. Skattereformen höjde den övre skiktgränsen, vilket skapade effektivt sänkta skattesatser för höginkomsttagare. Syftet med skattereformen har varit att gradvis öka antalet nya arbetstillfällen. Det uttalade målet var att locka folk till att arbeta mer, för att kompensera för den i takt med pensionsavgångar minskande arbetskraften. Detta genom att sänka skatten på löner, samt gradvis sänka socialbidragen till dem som står utanför arbetsmarknaden, för att öka den ekonomiska nyttan av att arbeta i förhållande till att ta emot bidrag.
I valet 2015 gick Socialdemokraterne för första gången under Thorning-Schmidts partiledartid fram i ett folketingsval, men totalt sett var det oppositionen som vann. Thorning-Schmidt meddelade på valnatten sin avgång både som statsminister och som partiledare.